# Charles Jonas Thornton
Pour les articles homonymes, voir Charles Thornton et Thornton.
Charles Jonas Thornton (30 mai 1850-2 juillet 1932) est un homme politique canadien de l'Ontario. Il est député fédéral conservateur de la circonscription ontarienne de Durham-Ouest de 1900 à 1902 et de Durham de 1908 à 1917.

## Biographie
Né à Clarke Township en Ontario, Thornton entame une carrière publique en servant comme conseiller du canton de Clarke pendant sept ans et comme conseiller du comté de Durham Ouest durant cinq ans.
Candidat des Patrons of Industry en 1896 dans Durham-Ouest, il termine troisième. Élu député conservateur en 1900, l'élection est déclarée nulle en octobre 1901 et Thornton perd l'élection partielle de janvier 1902. 
De retour à la Chambre des communes en 1908 dans Durham, il est réélu en 1911. Thornton se retire en 1917 afin de permettre au candidat Newton Rowell de se présenter en tant que candidat libéral-unioniste et donc comme candidat favorable au gouvernement du premier ministre Robert Borden.
Membre de l'ordre d'Orange, il meurt à Orono (en) en Ontario en 1932.